# Grabovica (Chorwacja)
Grabovica – wieś w Chorwacji, w żupanii sisacko-moslawińskiej, w gminie Dvor. W 2011 roku liczyła 32 mieszkańców.